# Ascain
Ascain (Azkaine en euskera) es una localidad y comuna francesa, situada en el departamento de Pirineos Atlánticos, en la región de Nueva Aquitania y en el territorio histórico vascofrancés de Labort. 
La comuna fue conocida con diferentes grafías a lo largo de la Historia como Escan hacia el 1140, Scain en el 1235, Azcayn en 1302, Scainh en 1450 y Ascaing en 1552.
Ascain hace al sur frontera con España estando atravesada por el río Nivelle y próxima a la cumbre del monte Larrún o La Rhune.
Limita al norte con San Juan de Luz, al noroeste con Ciboure, al este con Saint-Pée-sur-Nivelle, al oeste con Urrugne, al sudeste con Sare y al sur con Vera de Bidasoa, en la Comunidad Foral de Navarra.

## Heráldica
En campo de oro, un árbol de su color natural, frutado de oro y terrasado de sinople, y un jabalí de sable, pasante al pie del tronco. Bordura de gules cargado con ocho aspas de oro.

## Demografía
| Gráfica de evolución demográfica de Ascain entre 1800 y 2012 |
|                                                              |

Fuentes: Ldh/EHESS/Cassini e INSEE.